# Charles Buls
 (décembre 2009).
Si vous disposez d'ouvrages ou d'articles de référence ou si vous connaissez des sites web de qualité traitant du thème abordé ici, merci de compléter l'article en donnant les références utiles à sa vérifiabilité et en les liant à la section « Notes et références ».

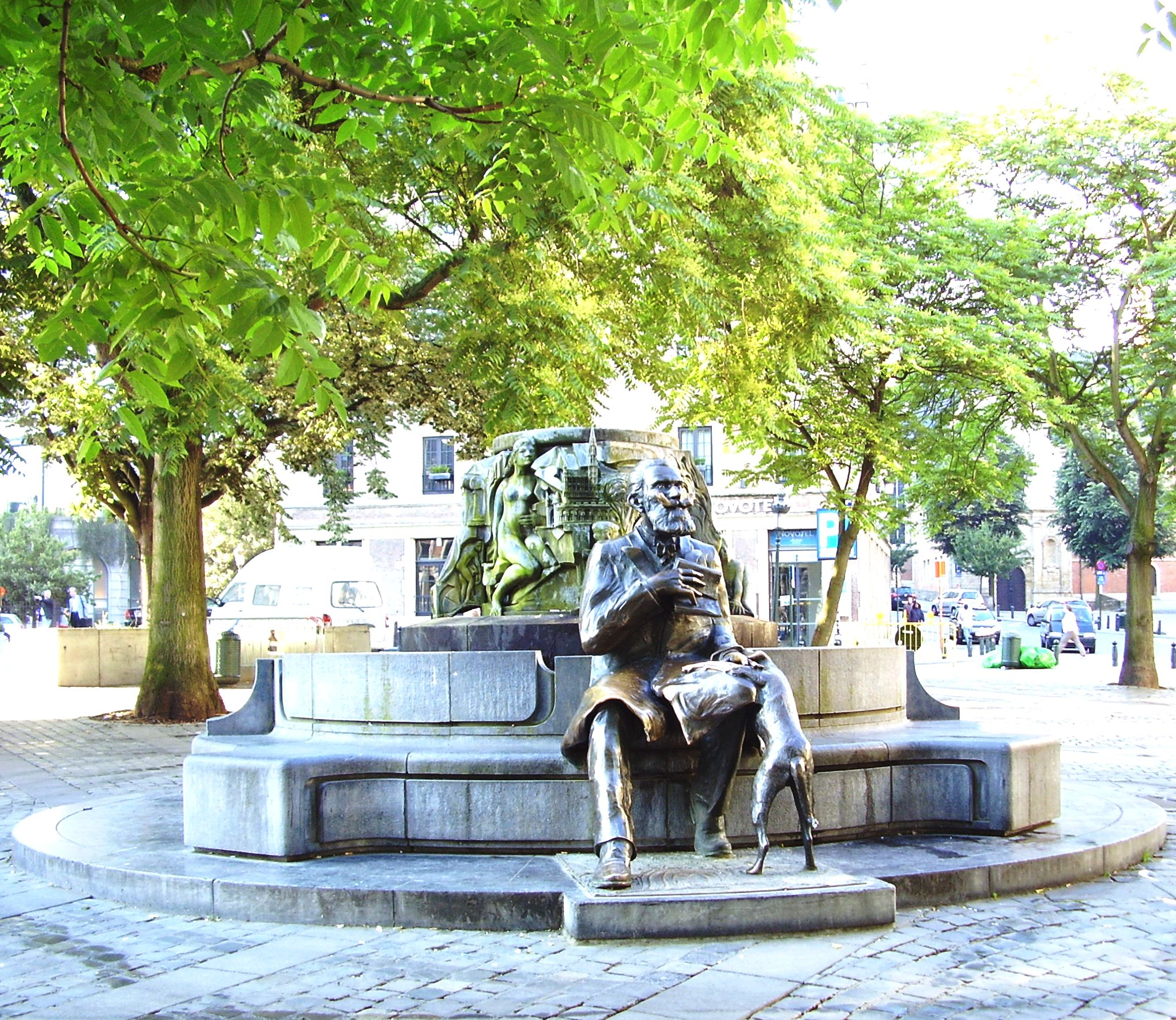
Fontaine Charles Buls à Bruxelles

Charles François Gommaire Buls, né à Bruxelles le 13 octobre 1837 et mort à Ixelles le 13 juillet 1914, est un homme politique libéral belge.

## Biographie
Fils d’un orfèvre auquel il est destiné à succéder, Charles Buls reçoit une éducation artistique, ce qui l’amène à voyager. Il passe une année à Paris et neuf mois en Italie où il est confronté à la peinture, la sculpture, et la gravure. De retour en Belgique, il étudie les langues, en particulier le latin, l'anglais et l'allemand.
Charles Buls entame sa carrière publique à partir de 1877 en tant que conseiller communal, puis échevin et ensuite bourgmestre (1881-1899) de la ville de Bruxelles où l’on se souvient de lui sous le surnom du bourgmestre esthète.  Il participe également à la politique nationale en qualité de député à la Chambre des représentants de 1882 à 1884 et 1886 à 1894.
Conseiller communal de Bruxelles en 1877, il accéda deux ans plus tard à l'échevinat de l'instruction publique occupé précèdemment par Ernest Allard (député). le bourgmestre Jules Anspach, trouvant Charles Buls trop audacieux. 
Devenu bourgmestre, il laisse comme principal souvenir de son mandat celui de la défense des arts et du patrimoine bruxellois. Souvent en opposition avec la politique du roi Léopold II, qui a pour but la transformation de la capitale, jugée trop provinciale, mais, parfois, au détriment de son passé, il contribue à la restauration et à la conservation de plusieurs monuments et édifices de la ville. On lui doit la préservation d’une bonne partie du patrimoine historique du centre de Bruxelles, dont la Grand-Place, à une époque où cette préoccupation est loin d’être partagée par la majorité de ses contemporains.
L’autre grand domaine d’action de Charles Buls est l’éducation et l’instruction publique. 
Directeur d’école, il fonde une organisation consacrée à la réforme de l'enseignement, la Ligue de l'Enseignement, qu'il contribue à fonder en 1864 et dont il est, de 1864 à 1880, le secrétaire, puis le président de 1880 à 1883 et, de 1905 à 1914. Cette organisation, s’associe en 1905 avec l’Union nationale pour la défense de l’enseignement public pour lutter contre le monopole de l’enseignement catholique.
Il contribue en 1886 à l’ouverture de l’École des Arts décoratifs, annexée à l'Académie royale des beaux-arts de Bruxelles, qui sous son influence ouvre ses portes aux jeunes filles dès 1889. Il est également président du conseil d'administration de l'Université libre de Bruxelles.
À la même époque il est un membre actif de De Veldbloem et de Vlamingen vooruit (en français, En avant les Flamands), deux organisations du mouvement flamand.
Il est membre de la Loge franc-maçonne Les Amis philanthropes.
Il est membre du cercle d'influence dit de la "Table Ronde" qui réunit 20 personnalités qui "semblent avoir été des hommes de confiance de Léopold II".

## Publications
- Esthétique des villes, Bruxelles, Bruylant-Christophe & Compagnie, 1894, 47 p.
- (nl) De geestesontwikkeling van België / Het volksonderwijs in België tot onder de wet van 1879 / De schoolstrijd in ons land / De schoolverwoesting in België, Gand, Julius Vuylsteke-fonds, 1906, 52, 88, 204 & 142.
- Le vieux Bruxelles: évolution esthétique. L'évolution du pignon à Bruxelles, Bruxelles, Van Oest & Cie, 1908, 17 p.
- Le vieux Bruxelles: préface-programme, 1908
- Les anciennes gildes et corporations. Conférence donnée à l’Union syndicale, Bruxelles, Bruylant-Christophe & Compagnie, 1876, 9 p. (lire en ligne).
- Croquis congolais. Illustré de nombreuses photogravures et dessins, Bruxelles, G. Balat, 1899, 223 p.
- Croquis Siamois. Recit de voyage illustré, Bruxelles, G. Balat, 1901, 210 p. ; rééd. Croquis Siamois. Recit de voyage illustré, Bruxelles & Gand, ASP / Willemsfonds / Liberaal Archief, 2013, 168 p. (ISBN 978-9057183065), avec une introduction de Patrick Stouthuysen.
- « L'esthétique de Rome », Revue de l'Université de Bruxelles, Bruxelles, Université libre de Bruxelles, no VIII,‎ mars 1903, p. 401-410 (tiré à part aux éd. A. Lefèvre, Bruxelles, 1903, 14 p.).

## Honneurs
- Docteur honoris causa de l'Université libre de Bruxelles
- L'Atheneum Karel Buls, porte ce nom en son honneur.

## Documents
- Faire-part de décès :
  - de la Ligue de l'enseignement : cote à la Bibliothèque royale de Belgique : Ms. III 1756/XII/272 (Cabinet des Manuscrits)
  - de l'Université libre de Bruxelles : cote à la Bibliothèque royale de Belgique : Ms. III 1756/XII/273 (Cabinet des Manuscrits)